# 1630
1630 (MDCXXX) a fost un an comun al calendarului gregorian, care a început într-o zi de marți.

## Evenimente
- Este întemeiat Hanatul Calmuc, în Mongolia.

## Nașteri
- 25 ianuarie: Ludovic al VI-lea, Landgraf de Hesse-Darmstadt (d. 1678)
- 29 mai: Carol II, rege al Angliei, Scoției și Irlandei (d. 1685)
- Louis de Bechameil, marchiz de Nointel, cel care a dat denumirea preparatului Béchamel (d. 1703)

## Decese
- 15 noiembrie: Johannes Kepler matematician, astronom și astrolog german (n. 1571)
- 9 mai: Théodore-Agrippa d’Aubigné poet francez (n. 1552)
- 26 ianuarie: Henry Briggs matematician britanic (n. 1561)
- 26 iulie: Carol Emanuel I de Savoia  (n. 1562)
- 19 noiembrie: Johann Hermann Schein compozitor german (n. 1586)
- dată necunoscută: Salamone Rossi compozitor italian (n. 1570)
- dată necunoscută: Estêvão Cacella misionar portughez (n. 1585)
- dată necunoscută: Marco Antonio Bassetti pictor italian (n. 1586)